# Zimogen
În biochimie, un zimogen, denumit și proenzimă, este un precursor inactiv al unei enzime. Un zimogen necesită o schimbare biochimică (cum ar fi o reacție de hidroliză care eliberează situsul activ sau schimbarea configurației pentru a elibera situsul activ) pentru a deveni o enzimă activă.

## Exemple
- Tripsinogen
- Chimotripsinogen
- Pepsinogen
- Majoritatea proteinelor implicate în  cascada coagulării (de exemplu protrombină, plasminogen)
- Unele dintre proteinele din sistemul complement